# نیکلاوس ویرت
نیکلاوس ویرت (به آلمانی: Niklaus Emil Wirth) دانشمند رایانهٔ سوئیسی و طراح زبان‌های برنامه‌نویسی بود که زبان‌های برنامه‌نویسی اوبرون، پاسکال، مادولا (زبان برنامه‌نویسی) و مادولا ۲ را پدیدآورد.
وی همچنین سیستم‌عاملی ایجاد کرده بود که تنها از ۵/۱ مگابایت حافظه استفاده می‌کرد.
او در سال ۲۰۲۴،  تنها چند هفته قبل از زادروز ۹۰ سالگی‌اش، درگذشت.

## تحصیلات و کارنامه دانشگاهی
نیکلاس ویرت پس از اخذ مدرک کارشناسی در رشته مهندسی برق از مؤسسه فناوری فدرال زوریخ در سال ۱۹۵۹ و کارشناسی ارشد در همان رشته از دانشگاه لاوال کانادا در سال۱۹۶۰، مدرک دکترای خود را از دانشگاه برکلی کالیفرنیا در ایالات متحده آمریکا در رشته علوم کامپیوتر کسب کرد (۱۹۶۳).
بعد از ترک دانشگاه برکلی، ویرت به مدت ۴ سال (۱۹۶۳ تا ۱۹۶۷) در دپارتمان تازه تأسیس علوم کامپیوتر دانشگاه استنفورد در سمت استاد مشغول به کار شد. پس از کار کردن برای مدتی کوتاه در دانشگاه زوریخ، او به مؤسسه فناوری فدرال زوریخ رفت و تا دوران بازنشستگی خود در آنجا به تحقیق و تدریس مشغول بود.